# 林金山
林金山，DUT（1916年11月30日—2006年7月20日），新加坡建国元勋之一。

## 生平
林金山祖籍福建金門，出生于新加坡，早年曾就读于英华学校。1939年毕业于莱佛士学院，获经济学文凭。同年，他与大华银行创始人之一冯清缘（Pang Cheng Yean）之女成婚。1940年代起，他开始从事硕莪粉生意。同时，他还投身银行业，担任过大华银行董事，峇都巴辖银行（Batu Pahat Bank）与太平洋银行（Pacific Bank）主席等。
1959年起，林金山投身公共服务，历任新加坡公共服务委员会委员、副主席。期间，他还于1960年出任建屋发展局首任主席。在任期间，他一举解决了新加坡的屋荒问题，他在任三年内所建的住房超过了之前三十年，这也是他对新加坡最大的贡献之一。1963年，他作为人民行动党党员当选代表经禧区的马来西亚国会议员。后任国家发展部长。1965年新加坡独立后，出任财政部长。1967年任国防部长，次年兼任内政部长。1970年任教育部长，次年兼任公用事业局主席。1972年环境发展部成立后，他出任首任部长。1975年，任国家发展部兼交通部长。1980年辞职。
此后，林金山还担任过新加坡金融管理局董事经理、新加坡港务局主席、新加坡报业控股董事会执行主席、总统顾问理事会主席、新加坡管理大学名誉校长等职。1989年3月6日至9日，他曾任新加坡代总统。
林金山获得过许多荣誉，包括新加坡最高荣誉淡马锡勋章（1962年）、菲律宾麦格塞塞奖（1965年）、人民行动党杰出服务奖章（1990年）等。
2006年7月20日，林金山在新加坡病逝，终年89岁。他去世后，新加坡政府为其下半旗致哀。